# Омодос
О̀модос (на гръцки: Όμοδος) е село в Кипър, окръг Лимасол. Според статистическата служба на Република Кипър през 2001 г. селото има 284 жители.
Намира се в планината Троодос.